# 저작권기술
저작권 기술이란 저작권자의 권리를 보호하고 저작물의 공정한 이용을 활성화하기 위한 기술과 서비스로, 크게 저작권 보호 기술, 저작물 이용 활성화 기술로 나눌 수 있다. 저작권 보호 측면에서는 저작권 침해 점검 기술과 침해 예방 기술로 나눌 수 있고, 저작물 이용 활성화 측면에서는 저작물 관리 기술과 저작물 유통 기술로 나눌 수 있다.

## 저작권 기술의 범위와 개념
최근에는 저작물 이용 매체의 증가, 유통 플랫폼의 다변화, 누리 소통망 서비스(소셜네트워크 서비스, SNS)의 일상화로 새로운 불법복제 유형이 출현하고 있으므로 오프라인 불법복제 대책뿐 아니라 온라인을 통한 불법복제와 유통을 방지하고 합법 유통을 지원하기 위한 기술 개발이 어느 때보다 중요해지고 있다. 스마트폰, 태블릿, 웹 TV, 하이브리드 STB 등 커넥티드 디바이스(Connected Device)를 더 많이 활용하면서 새로운 형태의 서비스를 제공하고 콘텐츠의 동시다발적인 접속을 허용하는 만큼 저작권 침해 우려도 커지고 있다. 이에 디바이스 제조사와 서비스 공급자는 새로운 이용 패턴과 다중 비즈니스 모델을 지원할 수 있는 저작권 기술을 개발해야 한다. 또한 5G 기술의 상용화와 함께 초고화질･초몰입감을 제공하는 차세대 단말기와 3D 프린터, HMD(Head Mount Display) 등 실감 디바이스의 확산이 예상되면서 3D, VR, AR, 홀로그램과 같은 초실감형 저작물 보호 기술 개발이 중요해지고 있다. 저작권 환경이 이와 같이 급변함에 따라 스마트 환경에서 저작물의 불법 이용을 방지하고 공정한 이용을 도모하기 위한 핵심 혁신 서비스 기술을 저작권 산업 현장에 적용하는 것이 저작권 기술 개발의 목적이 되고 있다.

## 저작권 기술 분류 체계
저작권 기술 분류는 저작권법을 기초로 이해관계자의 의견을 수렴하여 정한다. ‘저작권 보호 기술, 저작물 이용 활성화 기술, 소프트웨어 저작권 기술’의 대분류와 저작물 생애 주기와 침해 유형을 고려하여 중분류, 소분류로 나뉜다.
| 대분류           | 중분류                | 요소 기술                  | 기술 설명 |
| 저작권 보호 기술 | 저작권 침해 예방 기술 | DRM/CAS 기술               | DRM 암호화해시 기술, DRMCAS 연동 기술 등                                                                         |
| 저작권 보호 기술 | 저작권 침해 예방 기술 | 워터마킹, 포렌식 마킹 기술 | 동영상, 이미지, 오디오 워터마킹, 역공학 방지 기술 등                                                             |
| 저작권 보호 기술 | 저작권 침해 예방 기술 | 이용, 접근 통제            | 기술라이선스 확인, 보호 조치 우회회피 방지, 역공학 방지                                                          |
| 저작권 보호 기술 | 저작권 침해 점검 기술 | 침해 모니터링 및 차단 기술 | 미디어별(음원, 영화, 출판물 등), 플랫폼별(웹하드, 토렌트 등) 해시, 실시간 불법 콘텐츠 검색, 식별, 필터링 기술 등 |
| 저작권 보호 기술 | 저작권 침해 점검 기술 | 저작권 포렌식 기술         | 저작권 분석 및 검증 기술, OSP 로그 분석 기술                                                                     |
| 저작권 보호 기술 | 저작권 침해 점검 기술 | 복제도 검사 기술           | 유사성 비교 기술, 표절탐지 기술 등                                                                               |
| 저작권 보호 기술 | 저작권 침해 점검 기술 | 시험평가인증 기술          | 저작권 성능 평가인증, 시험 기술 등                                                                               |

| 대분류                      | 중분류                             | 요소 기술                                | 기술 설명 |
| 저작물 이용 활성화 기술     | 저작권 유통 기술                   | 저작물 식별 체계 기술                    | 메타 데이터 관리, UCI, ICN 기술 등                                                                                        |
| 저작물 이용 활성화 기술     | 저작권 유통 기술                   | 정산 및 과금 기술                        | 투명한 콘텐츠 거래 입증, 과금 기술 등                                                                                     |
| 저작물 이용 활성화 기술     | 저작권 유통 기술                   | 공유저작물 유통 기술                     | 공유저작물 자동식별 및 유통 관리, CCL 관리 기술 등                                                                        |
| 저작물 이용 활성화 기술     | 저작물 관리 기술                   | 콘텐츠 관리(Lib) 기술                    | 콘텐츠 분류, 검색, 추천 기술 등                                                                                           |
| 저작물 이용 활성화 기술     | 저작물 관리 기술                   | 합법 콘텐츠 유통 관리 기술               | 콘텐츠 배포 및 유통 경로 추적 등                                                                                          |
| 소프트웨어 (SW) 저작권 기술 | 소프트웨어 (SW) 소스 코드 저작권   | 식별코드/난독화 기술                     | 소스코드 워터마킹, 소스코드 난독화, 버스마크(Birth Mark) 기술 등                                                          |
| 소프트웨어 (SW) 저작권 기술 | 소프트웨어 (SW) 소스 코드 저작권   | 소스코드 유사성 비교 기술                | 변형 소스코드 비교, 호출구조기반 비교, 이종언어 간 비교, 바이너리 기반 소스코드 및 DB 소스코드 복제검사, 표절검사 기술 등 |
| 소프트웨어 (SW) 저작권 기술 | 소프트웨어 (SW) 소스 코드 저작권   | 오픈소스 소프트웨어(SW) 저작권 관리 기술 | 오픈소스 라이선스 검사, 대용량 소스코드 색인 비교, 실시 간 오픈소스 사용 검출 기술 등                                     |
| 소프트웨어 (SW) 저작권 기술 | 소프트웨어 (SW) 솔루션 저작권 기술 | 불법복제 방지 기술                       | 역공학 방지(안티디버깅), Anti-Piracy, 템퍼링 방지, SW 특징점 필터링 기술 등                                               |
| 소프트웨어 (SW) 저작권 기술 | 소프트웨어 (SW) 솔루션 저작권 기술 | 소프트웨어(SW) 자산 관리 기술            | SW 자가 점검, 온라인 SW라이선스 관리, 온라인 SW임치 기술, SW 컴포넌트 기술, Open API 기술 등                              |
| 소프트웨어 (SW) 저작권 기술 | 소프트웨어 (SW) 솔루션 저작권 기술 | 소프트웨어(SW) 라이선스 인증 기술        | 패키지 SW 무결성 인증, SaaS, ASP, 온디맨드SW 인증, 실행 차단 기술 등                                                      |